# Teodoryk z Bernicji
Teodoryk z Bernicji (Theodric, Ðeodric, þeodric, Flamddwyn; zm. 579) - władca średniowiecznego anglosaskiego królestwa Bernicji.
Teodoryk był synem pierwszego znanego władcy Bernicji - Idy i jego żony Bearnoch. Informacje na temat jego życia i panowania są bardzo nieprecyzyjne, ze względu na brak współczesnych mu źródeł. Jego imię i sukcesję znamy dzięki zachowanej genealogii władców Nortumbrii, sporządzonej przez anonimowego kronikarza w 737 roku. Wynika z niej, że Teodoryk panował po swoim bracie Etelryku, a jego z kolei następcą został Frithuwald. Według obecnej wiedzy okres jego panowania datowany jest na lata 572-579, ale istnieją przesłanki by przypuszczać, że przynajmniej przez jakiś czas współrządził Bernicją ze swoimi braćmi (być może każdy z nich rządził inną częścią kraju).
Nenniusz w swojej Historii Brittonum zanotował, że Teodoryk zginął w oblężeniu Medgawdd (ob. Lindisfarne) przez sprzymierzone wojska czterech królestw: Rheged, Strathclyde, Elmet i Gododdin.